# Burgstall Lemberg
Der Burgstall Lemberg bezeichnet eine abgegangene mittelalterliche Höhenburg auf 365 m ü. NHN, etwa 600 Meter südöstlich von Lemberg, einem Ortsteil der Gemeinde Windorf im Landkreis Passau in Bayern. Über diese Burg sind keine geschichtlichen oder archäologischen Informationen bekannt. Sie wird grob als mittelalterlich datiert, Funde von der Befestigung sind nicht bekannt. Obertägig haben sich keine sichtbaren Spuren der einstigen Anlage mehr erhalten, im Jahr 1904 sollen nach Alexander Erhard noch Gräben vorhanden gewesen sein. Die Stelle ist als Bodendenkmal Nummer D-2-7345-0031 „Mittelalterlicher Burgstall“ geschützt.

## Beschreibung
Die Burgstelle lag verteidigungstechnisch günstig auf einem der letzten Ausläufer des Bayerischen Waldes, nur etwa 1,5 Kilometer vom Tal der Donau entfernt. Dieser Bergausläufer, der den Flurnamen Burgstall trägt, wird im Osten vom Tal des Gaishofener Baches und an seiner Westseite von dem eines Nebenbaches begrenzt, die beiden Bäche vereinigen sich kurz unterhalb der Burgstelle. Der Zugang zur Burgfläche auf dem nach Südsüdosten gerichteten Ausläufer erfolgte von Norden her über einen schmalen Berggrat. Die Hänge der Befestigung fallen allseitig 30 Höhenmeter steil in die Bachtäler ab, die größtenteils waldfreie und landwirtschaftlich genutzte Oberfläche befindet sich auf 364 m ü. NN Höhe.